# Bombus diversus
Bombus diversus är en biart som beskrevs av Smith 1869. Bombus diversus ingår i släktet humlor, och familjen långtungebin.

## Taxonomi
Arten indelas i åtminstone två underarter, Bombus diversus diversus och Bombus diversus tersatus. Den senare underarten förekommer på Hokkaido.

## Beskrivning
Vingarna är brunaktiga, hjässan, mellankroppen, första, andra och mitten av tredje tergiten är ljust rödorange, dock ibland med svart ränder mellan tergiterna, medan resten av bakkroppen är svart. Underarten B. diversus tersatus är mer rent gulaaktig i stället för orange. Arten är en stor, långtungad humla, ungefär lika stor som trädgårdshumlan.

## Ekologi
Habitaten utgörs av skogar, ängar och jordbruksområden men även samhällen. Den övervintrande drottningen kommer fram i slutet av april, de första arbetarna uppenbarar sig i mitten av maj, och könsdjuren (hanar och nya drottningar) under september till oktober. Kolonin, med alla dess invånare utom de nya, befruktade honorna, dör ut någon gång i mitten av november.
Arten är polylektisk, den hämtar pollen från många olika växtfamiljer, som kransblommiga växter (vitplister), korsblommiga växter (åkerkål), getrisväxter (prakttryar), storaxväxter (japansk storax), havtornsväxter (japansk silverbuske), ljungväxter (rododendronsläktet, Monotropastrum humile), berberisväxter (Epimedium grandiflorum), orkidéer (bland annat Cremastra appendiculata och Sedirea japonica), ärtväxter med flera.

## Utbredning
Utbredningsområdet omfattar norra Östasien från Koreahalvön över Japan från Kyushu till Hokkaido, samt de ryska Sachalinöarna.